# Zor (equipa ciclista)
Zor foi uma equipa ciclista espanhol activa no final dos anos 1970 e nos anos 1980, patrocinado pela marca de isqueiros Zor. A equipa denominou-se Zor-Vereco e Zor-Helios, mas desde 1982 a marca de isqueiros foi a patrocinadora em solitário da equipa. Em 1986 a equipa foi co-patrocinada pelo fabricante de bicicletas BH para denominar-se Zor-BH. Desde 1987, BH assumiu a titularidade em solitário da equipa, e em 1990 Seguros Amaya passou a copatrocinar-la. A partir de 1991, esta companhia foi patrocinador único, passando a equipa a chamar-se Amaya Seguros.

## História
Ainda que a equipa já existia em Valladolid com outras denominações, é em 1980 quando Zor passa a ser patrocinador principal. Às ordens de Javier Mínguez, a esquadra está integrada por veteranos como Miguel Mari Lasa e alguns jovens e prometedores como Eduardo Chozas, ainda que as suas grandes estrelas são Ángel Arroyo, que essa temporada ganha a Volta a Castilla e a Volta aos Vales Mineiros; e Faustino Rupérez, que ganha o geral final da Volta a Espanha de 1980.
Em 1981, Chozas ganha uma etapa na Volta às Astúrias, Lasa uma na Volta a Espanha de 1981 e outra no Giro d'Italia de 1981, enquanto Faustino Rupérez ganha a Volta à Catalunha e a Volta a Burgos.
Em 1982 incorpora-se à equipa Álvaro Pino, um dos seus escaladores com mais sucesso, que nesse ano ganha a Subida ao Naranco. Ángel Camarillo consegue pela sua vez uma etapa na Volta a Espanha de 1982.
Em 1983 incorpora-se, procedente do Teka, a grande esperança do ciclismo espanhol, Alberto Fernández, que realiza uma grande temporada: ganha a Subida a Arrate, a Semana Catalã e uma etapa, e fica 3.º na Volta a Espanha de 1983, onde chegou a ir de líder e ganhou uma etapa, e 3.º no Giro d'Italia de 1983, vencendo em duas etapas. A equipa ganha também a classificação por esquadras da Volta a Espanha.
Na Volta a Espanha de 1984, Alberto Fernández ficaria a apenas 6 segundos de ganhar a carreira, que se levou o francês Eric Caritoux. Fernández faleceu em dezembro desse mesmo ano num acidente de viação.
Em 1985 a equipa sofre uma importante renovação. Entre os jovens mais prometedores que se incorporam se encontra o madrileno Anselmo Fuerte. Em 1986, produz-se o aparecimento de outro jovem escalador, Laudelino Cubino. Mas o nome do ano para o Zor é Álvaro Pino, que ganha a Volta a Espanha de 1986. Essa é a última temporada da equipa Zor, já que para a seguinte o copatrocinador bicicletas BH passa a ser patrocinador único da equipa, que manterá a sua estrutura e elenco nos seguintes anos.

## Principais ciclistas
Alguns dos ciclistas da equipa foram: Ángel Arroyo, Eduardo Chozas, Alberto Fernández, Pacho Rodríguez, Juan Fernández, Faustino Rupérez, Ángel Camarillo, Rodríguez Magro, Ibáñez Loyo, José Luis Navarro e Álvaro Pino.

## Corredor melhor classificado nas Grandes Voltas
| Ano  | Giro d'Italia                   | Tour de France   | Volta a Espanha              |
| ---- | ------------------------------- | ---------------- | ---------------------------- |
| 1979 | -                               | -                | 5.º Faustino Rupérez         |
| 1980 | 11.º Faustino Rupérez           | -                | 1.º Faustino Rupérez         |
| 1981 | 16.º Eduardo Chozas             | -                | 2.º Pedro Muñoz Machín       |
| 1982 | 10.º Faustino Rupérez           | -                | 4.º Faustino Rupérez         |
| 1983 | 3.º Alberto Fernández Blanco    | -                | 3.º Alberto Fernández Blanco |
| 1984 | 13.º Faustino Rupérez           | -                | 2.º Alberto Fernández Blanco |
| 1985 | 19.º José Luis Navarro Martínez | 19.º Álvaro Pino | 3.º Pacho Rodríguez          |
| 1986 | -                               | 8.º Álvaro Pino  | 1.º Álvaro Pino              |